# Via Puellarum

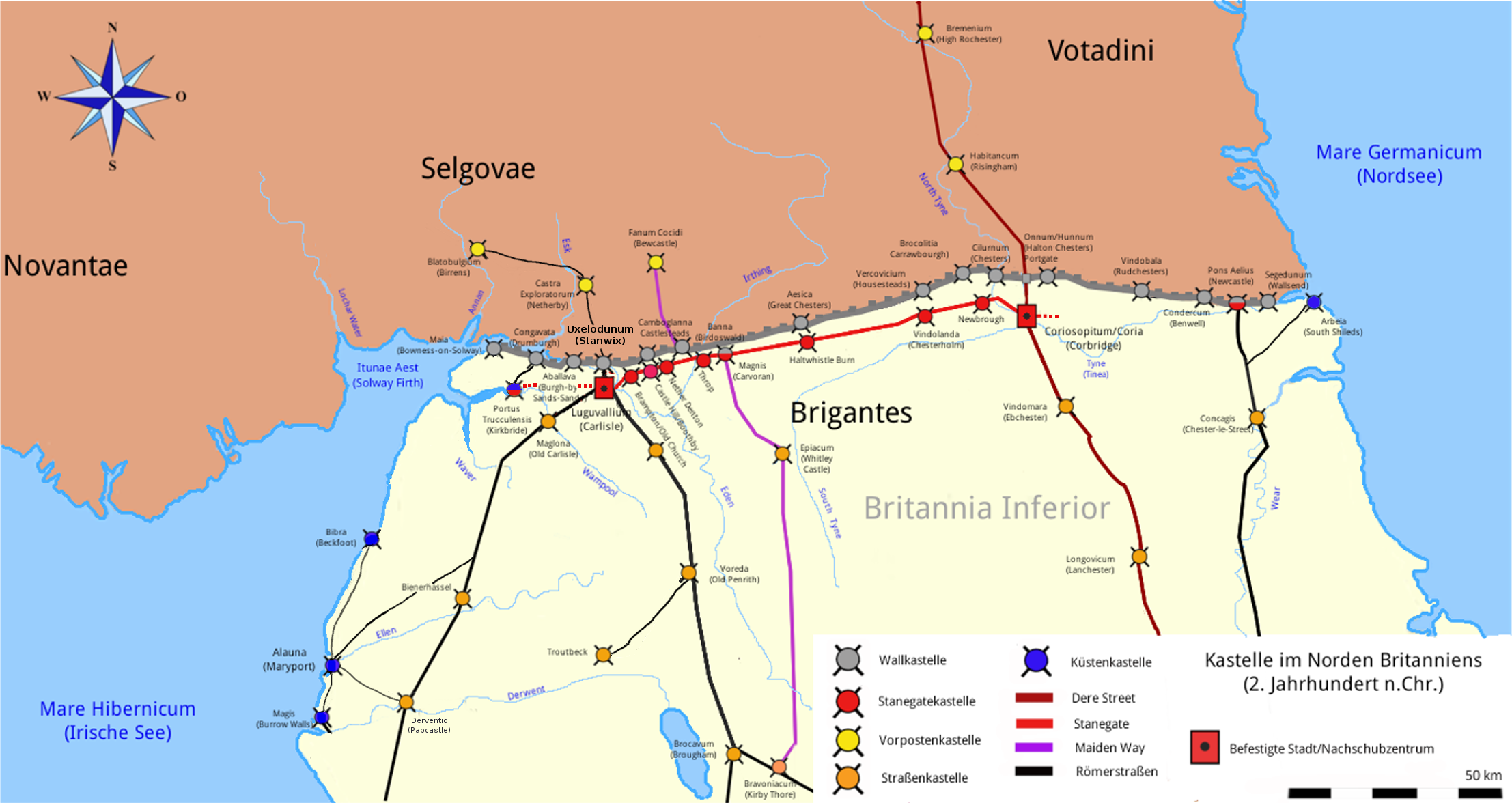

La via Puellarum (in inglese Maiden Way o Maidenway, nell'inglese medio: Maydengathe) era una strada romana di circa 32 km nel nord della Britannia che collegava Bravoniacum (Kirkby Thore) con Magnis (Carvoran). A volte si pensava che si dirigesse ad est lungo lo Stanegate fino a Banna, poi a 7 miglia (11 km) a nord di Fanum Cocidi (Bewcastle), e da lì a Liddesdale, ma l'identità di questo percorso come un'unica strada è problematica.
Nel 2016 è stato rilevato con la tecnologia LIDAR la continuazione della via Puellarum verso sud da Kirkby Thore al forte romano di Low Borrowbridge vicino a Tebay.
Bravoniacum era un punto di sosta sulla parte settentrionale della Watling Street di epoca romana che collega Luguvalium (Carlisle) con Eboracum (York) e punta a sud. Magnae era uno dei punto di sosta sulla strada Stanegate accanto al Vallo di Adriano. Come tale, la via Puellarum fungeva da scorciatoia per la fornitura delle zone centrali e orientali del Vallo. Forniva inoltre rifornimenti alle miniere di piombo e d'argento nei pressi di Epiacum (Whitley Castle).
Dopo il passaggio dei Romani, è stato utilizzato come sentiero per il passaggio del bestiame. Il percorso è stato probabilmente chiamato così per il "Maiden Castle" a guardia del passo di Verterae (Brough).
Il sentiero del Pennine Way segue la linea della via Puellarum per diverse miglia lungo una linea nord-sud attraverso Lambley Common nel Northumberland, sopra la riva occidentale del fiume Tyne meridionale. Immediatamente a nord di questo tratto, una moderna strada secondaria segue la linea della via Puellarum per diverse miglia a ovest del Castello di Featherstone. Due proprietà adiacenti a questa strada, con i nomi "Maidenway House" e "Maidenway Cottage", attestano l'antichità del percorso.

## Vei anche
- Britannia (provincia romana)
- Strade romane